# Sergej Kroetov
Sergej Nikolajevitsj Kroetov (Russisch: Сергей Николаевич Крутов) (19 augustus 1969) is een voormalig Russisch profvoetballer die onder meer kortstondig speelde voor de Nederlandse voetbalclub Vitesse.

## Carrière
| seizoen | club                        | competitie                       | wed. | goals |
| ------- | --------------------------- | -------------------------------- | ---- | ----- |
| 1988    | FK CSKA Moskou II           |                                  | 25   | 2     |
|         | FK CSKA Moskou              | Kampioenschap van de Sovjet-Unie | 7    | 2     |
| 1989    | FK CSKA Moskou              | Kampioenschap van de Sovjet-Unie | 34   | 4     |
| 1990/91 | Vitesse                     | Eredivisie                       | 0    | 0     |
|         | FK CSKA Moskou              | Kampioenschap van de Sovjet-Unie | 2    | 0     |
| 1991/92 | Vitesse                     | Eredivisie                       | 1    | 0     |
| 1992    | FK CSKA Moskou              | Premjer-Liga                     | 11   | 1     |
| 1993    | FK CSKA Moskou              | Premjer-Liga                     | 4    | 2     |
|         | Dinamo Moskou               | Premjer-Liga                     | 22   | 3     |
| 1994    | FC Tjoemen                  | Premjer-Liga                     | 8    | 0     |
| 1995    | FC Tjoemen                  | Premjer-Liga                     | 12   | 1     |
| 1996    | Tsjernomorets Novorossiejsk | Premjer-Liga                     | 5    | 0     |
| 1997    | FC Avtomobilist Noginsk     | Russische Tweede Divisie         | 25   | 6     |
| 1998    | FC Avtomobilist Noginsk     | Russische Tweede Divisie         | 29   | 7     |